# 卡佩伦多夫
卡佩伦多夫是德国图林根州的一个市镇。总面积5.36平方公里，总人口433人，其中男性212人，女性221人（2011年12月31日），人口密度81人/平方公里。